# Vrhe (gmina Celje)
Vrhe – wieś w Słowenii, w gminie miejskiej Celje. W 2018 roku liczyła 243 mieszkańców. 